# گونتر ماریتشنیگ
گونتر ماریتشنیگ (آلمانی: Günther Maritschnigg; ۷ نوامبر ۱۹۳۳ – ۲۲ ژانویهٔ ۲۰۱۳) کشتی‌گیر اهل آلمان بود.